# Mycofalcella calcarata
Mycofalcella calcarata är en svampart som beskrevs av Marvanová, Om-Kalth. & J. Webster 1993. Mycofalcella calcarata ingår i släktet Mycofalcella, divisionen sporsäcksvampar och riket svampar.   Inga underarter finns listade i Catalogue of Life.